# Кенеш Мучи
Кенеш Мучи (Геннадий Степанович Мальцев, 10 февраля 1929, Чиршкасы, Чувашская АССР — 9 декабря 1991, Чебоксары) — чувашский писатель, поэт, редактор, корреспондент.
В Союзе писателей СССР с 1979 года.

## Биография
Образование получал в Чебоксарской сельскохозяйственной средней школе, высшей партшколе в Ленинграде. Трудился корреспондентом Чувашрадио, редактором газеты Ибресинского района, завотделом журнала «Капкӑн». Также руководил бюро пропаганды Союза писателей Чувашии.

## Произведения
Кенеш Мучи писал очерки, рассказы, фельетоны.
Изданные книги:
- «Ҫӗнӗ председатель» / Новый председатель (1957);
- «Кашни киле кӗр» / Входи в каждый дом (1963);
- «Юратӑва упра» / Храни любовь (1970);
- «Ҫуралнӑ кун» / День рождения (1974);
- «Уй куҫлӑ, вӑрман хӑлхаллӑ» / В поле всё видно, в лесу всё слышно (1976);
- «Пирӗн асанне» / Наша бабушка (1978);
- «Парне кунӗ» / День подарка (1979);
- «Кама — кулӑ, кама — хулӑ» / Кому смех, кому слёзы (сатиристические рассказы, 1980);
- «Олегпа Валерик тусӗсем» / Друзья Олега и Валерика (1982)
- «Ваттисем ахаль каламан…» / Мудрецы не зря говорили (Рассказы и шутки, 1989);
- «Вӗренӗн те вӗҫӗ пур» / (Юмористические рассказы, (1989);
- «Пурнӑҫа шеллемесӗр» / Не жалея жизни (Очерки, 1990)

На стихи автора сложены лирические песни.